# Valérie Donzelli
Valérie Donzelli (nascuda el 2 de març de 1973) és una actriu, cineasta i guionista francesa. Ha dirigit sis llargmetratges i dos curtmetratges des del 2008, inclosa la pel·lícula La Guerre est déclarée (2011).

## Primers anys
Valérie Donzelli va néixer a Épinal (França). Va créixer a Créteil, prop de París. Es va traslladar a Lilla amb la seva família quan tenia 14 anys abans de tornar a París als 19. Abans de començar a treballar al cinema, Donzelli va estudiar arquitectura, però la va abandonar ràpidament. Va començar a fer teatre al conservatori municipal del 10è arrondissement de París, però sempre va mantenir un mal record d'aquest període. Per guanyar-se la vida, va treballar en una fleca a París. En aquella època va conèixer Jérémie Elkaïm, que es va convertir en la seva parella, tant a la vida com a la feina, i que la va animar a deixar el conservatori i la seva feina a la fleca per convertir-se en actriu. Ara tenen dos fills; el més gran, Gabriel, va inspirar la pel·lícula La Guerre est déclarée. Ara estan separats, però encara tenen una estreta relació.

## Carrera
L'any 2001, Valérie Donzelli va ser l'actriu principal de Martha… Martha, de Sandrine Veysset, que es va presentar a la Quinzena dels Cineastes, Le Plus Beau Jour de ma vie, i també Entre ses mains. Va aconseguir un gran èxit entre el públic francès gràcies al programa de televisió francès Clara Sheller (2005), en què interpreta Jeanne, la millor amiga del personatge principal.
La primera pel·lícula de Donzelli, La Reine des Pommes, en la qual era l'actriu principal, va ser més èxit del que s'esperava. Jérémie Elkaïm també és coescriptor. La pel·lícula es va presentar al Festival Internacional de Cinema de Locarno. Malgrat el seu baix pressupost, la pel·lícula es pot considerar un èxit pels seus 30.000 espectadors.
El 2011, amb l'ajuda del seu ara ex-parella Jérémie Elkaïm, Valérie Donzelli va dirigir el seu segon llargmetratge, La Guerre est déclarée. Aquesta pel·lícula, presentada durant el 64è Festival Internacional de Cinema de Canes, va aconseguir un gran èxit, tant de públic com de crítica, a França. S'inspira directament en la seva vida privada, relatant com la seva parella va lluitar contra el càncer del seu fill quan tenia 18 mesos. Com assenyala Tim Palmer, "La Guerre est déclarée serveix com a emblemàtica, fins i tot per excel·lència, producció francesa contemporània: un baròmetre per mesurar els estàndards de la indústria cinematogràfica i el gust cultural francès predominant, un abanderat de materials aparentment progressistes, un text ambaixador dels valors de la pantalla francesa." La pel·lícula va ser seleccionada per l'Oscar a la millor pel·lícula de parla no anglesa el 2012, però no formava part de la llista final.
Donzelli va tornar a dirigir Jérémie Elkaïm a Main dans la main (2012), també amb Valérie Lemercier en el paper principal.
Donzelli considera que aquest és sempre un gest polític i compromès per fer pel·lícules com a dones, i admira Agnès Varda pel seu treball i la seva condició de primera dona cineasta del cinema francès.
Valérie Donzelli forma part del jurat durant el Festival Internacional de Cinema de Locarno l'any 2013. Presenta Que d'Amour!, una adaptació televisiva de l'obra Le Jeu de l'amour et du hasard de Marivaux, amb societaris de la Comédie-Française.
La seva pel·lícula de 2015 Marguerite et Julien va ser seleccionada per competir per la Palma d'Or al 68è Festival Internacional de Cinema de Canes. Va ser nomenada com a president del jurat de la secció Setmana de la Crítica del 69è Festival Internacional de Cinema de Canes

## Vida privada
Valérie Donzelli és la néta del pintor i escultor del Mosa Dante Donzelli i la besnéta de l'escultor Duilio Donzelli.
Va ser la companya de l'actor i director francès Jérémie Elkaïm durant quinze anys, amb qui va tenir dos fills, Gabriel, nascut l'any 2002, del qual descriu com va sobreviure al càncer de cervell a la pel·lícula La guerre est déclarée, i Rebecca, nascuda el 2007. La se va pel·lícula La Reine des pommes (2009) va marcar el trencament de la seva relació amorosa amb Jérémie Elkaïm, i la se va pel·lícula Marguerite et Julien (2015) avan marcar el trencament de la seva relació professional.
Té un tercer fill, Gustave, nascuda l'any 2016, però sense haver revelat el identitat del pare.

## Compromisos
Valérie Donzelli és membre del col·lectiu 50/50 que té com a objectiu promoure la igualtat de dones i homes i la diversitat al cinema i audiovisual.
Valérie Donzelli va parlar el dijous 26 de gener de 2017 durant una reunió de Benoît Hamon a Montreuil per donar-li suport a la campanya de les les primàries d'esquerra. El diumenge 5 de febrer de 2017, va ser present durant la seva investidura com a candidat del Partit Socialista a les eleccions presidencials de 2017. Va dirigir el clip de campanya de Benoît Hamon per a les eleccions presidencials.
El 3 d'abril de 2022, va obrir la reunió d'Anne Hidalgo al Cirque d'Hiver com a part del eleccions presidencials franceses de 2022. També va produir el seu vídeo de campanya.

## Filmografia

### Actriu

#### Llargmetratges
- 2001 : Martha... Martha de Sandrine Veysset : Martha
- 2001 : Les Âmes câlines de Thomas Bardinet : Émilie
- 2003 : Cette femme-là de Guillaume Nicloux : Claire Atken
- 2003 : Qui a tué Bambi ? de Gilles Marchand : Nathalie
- 2003 : Mystification ou l'histoire des portraits de Sandrine Rinaldi : Émilie
- 2005 : Le Plus Beau Jour de ma vie de Julie Lipinski : Éléonore
- 2005 : Entre ses mains d'Anne Fontaine : Valérie
- 2005 : Voici venu le temps d'Alain Guiraudie : Soniéra Noubi-Datch
- 2006 : L'Intouchable de Benoît Jacquot : L'actriu de teatre
- 2006 : L'Homme qui rêvait d'un enfant de Delphine Gleize : Suzanne
- 2007 : Cap Nord de Sandrine Rinaldi : Une invitada de la festa
- 2007 : 7 ans de Jean-Pascal Hattu : Maïté
- 2009 : La Reine des pommes de Valérie Donzelli : Adèle
- 2011 : La guerre est déclarée de Valérie Donzelli : Juliette
- 2011 : Belleville Tokyo d'Élise Girard : Marie Tourelle
- 2011 : En ville de Valérie Mréjen i Bertrand Schefer : Monika
- 2011 : Pourquoi tu pleures ? de Katia Lewkowicz : Anna
- 2011 : L'Art de séduire de Guy Mazarguil : Estelle
- 2012 : Main dans la main de Valérie Donzelli : Véro
- 2013 : Le Grand Méchant Loup de Nicolas & Bruno : Nathalie
- 2013 : Les Grandes Ondes (à l'ouest) de Lionel Baier : Julie
- 2013 : Opium d'Arielle Dombasle : Valentine Hugo
- 2014 : Saint Laurent de Bertrand Bonello : Renée
- 2015 : Orage de Fabrice Camoin : Louise
- 2015 : Les Chevaliers blancs de Joachim Lafosse : Françoise
- 2019 : Mais vous êtes fous de Audrey Diwan : L'avocate
- 2019 : Notre dame de Valérie Donzelli : Maud Crayon
- 2021 : Madeleine Collins d'Antoine Barraud : Madeleine
- 2021 : On est fait pour s'entendre de Pascal Elbé : Léna
- 2022 : Azuro de Matthieu Rozé : Sara
- 2023 : Making of de Cédric Kahn : Alice
- 2024 : Ma vie, ma gueule de Sophie Fillières : la germanade Barbie

#### Curtmetratges
- 1998 : Herbert C. Berliner de Marc Gibaja
- 1999 : Le Spectateur de Marc Gibaja : Cynthia
- 2000 : Demoiselle de Valérie Donzelli : Adèle
- 2001 : Confessions dans un bain de Marc Gibaja : Sophie
- 2001 : Le Chien, le Chat et le Cibachrome de Didier Blasco
- 2003 : Ni vue, ni connue de Dorothée Sebbagh : Alice
- 2003 : Le Lion volatil d'Agnès Varda : La cliente en pleurs
- 2004 : Frédérique amoureuse de Pierre Lacan : Frédérique
- 2004 : Le Nécrophile de Philippe Barassat : La prostituée
- 2005 : On est mort un million de fois de Dorothée Sebbagh : Valentine
- 2006 : Odile... de Bénédicte Delgéhier : Odile
- 2007 : Abattoir de Didier Blasco : Judith
- 2007 : Il fait beau dans la plus belle ville du monde de Valérie Donzelli : Adèle
- 2008 : C'est pour quand ? de Katia Lewkowicz : La jeune fille
- 2009 : Juliette de Sylvie Ballyot : Juliette
- 2010 : Madeleine et le Facteur de Valérie Donzelli : Madeleine
- 2010 : Manu de Jérémie Elkaïm : Julie
- 2012 : Révolution de Nadia Jandeau

#### Televisió
- 1999 : Dossier : disparus episodi Amanda de Frédéric Demont i Philippe Lefebvre : Amanda/Muriel
- 1999 : Les Terres froides de Sébastien Lifshitz : Isabelle
- 1999 : Eva Mag de Christian François : episodi 19 "Jamais sans mon fils"
- 2002 : Sous mes yeux de Virginie Wagon : Alison
- 2003 : Motus de Laurence Ferreira Barbosa : La stagiaire d'Antoine
- 2005 : Le Cocon, débuts à l'hôpital de Pascale Dallet : Nathalie
- 2005 : Clara Sheller de Renaud Bertrand : Jeanne
- 2006 : Mentir un peu d'Agnès Obadia : Blandine
- 2006 : Passés troubles de Serge Meynard : Sophie Valatier
- 2007 : Les Camarades de François Luciani (minisèrie) : Julie
- 2008 : Sa raison d'être de Renaud Bertrand : Nathalie
- 2008 : Mafiosa, le clan (sèrie de televisió, temporada 2) d'Éric Rochant : L'advocat
- 2009 : La Belle Vie de Virginie Wagon : Béa
- 2016 : Salaire net et monde de brutes (sèrie d'animació, 28 episodis):[23] veu d’Élise
- 2018 : Nox (sèrie de televisió) de Mabrouk el Mechri
- 2020 : Dix pour cent, temporada 4, episodi 3 José d'Antoine Garceau i Sandrine de Marc Fitoussi (sèrie de televisió) : ella mateixa
- 2021 : Nona et ses filles d'ella mateixa (sèrie de televisió) : George
- 2022 : Capitaine Marleau, episodi Le Prix à payer de Josée Dayan : Christine De Manneval

#### Clip musical
- 2010 : Dans ta bouche de Benjamin Biolay, dirigida per Laetitia Masson

### Directora

#### Curtmetratges
- 2000 : Demoiselle
- 2007 : Il fait beau dans la plus belle ville du monde
- 2010 : Madeleine et le facteur
- 2018 : Le cinéma de maman (documental per l'emissió Square artiste d'Arte)

#### Llargmetratges
- 2009 : La Reine des pommes
- 2010 : La guerre est déclarée
- 2012 : Main dans la main
- 2015 : Marguerite et Julien[24]
- 2019 : Notre dame
- 2023 : L'Amour et les Forêts

#### Televisió
- 2013 : Que d'amour ! (telefilm), segons Le Jeu de l'amour et du hasard de Marivaux[25]
- 2021 : Nona et ses filles (sèrie de televisió)

### Guionista
- 2000 : Demoiselle
- 2007 : Il fait beau dans la plus belle ville du monde
- 2010 : La Reine des pommes
- 2010 : Madeleine et le facteur
- 2011 : La guerre est déclarée
- 2012 : La Vie parisienne de Vincent Dietschy (idea original)
- 2012 : Main dans la main

### Productora
- 2016 : Crache cœur de Julia Kowalski
- 2017 : Dans la forêt de Gilles Marchand

## Distincions

### Premis
- Prix Michel-Simon 2002 : Prix Michel-Simon per Martha... Martha
- Festival Premiers plans d'Angers 2010 : Premi del públic per La Reine des pommes
- Festival de Cinema de Parla Francesa d'Angoulême 2011: Valois d'or per La guerre est déclarée
- Festival de Cinema de Cabourg 2012: Gran Premi per La guerre est déclarée
- Festival Paris Cinéma 2012 : Premi del Jurat, Premi del Públic i Premi Bloggers per La guerre est déclarée
- Étoiles d'or du cinéma français 2012 : Étoile d'or al millor guió per La guerre est déclarée[26]
- Premi de la Crítica de Cinema de la Unió Francesa de Cinema i Televisió 2022: Premi de la Unió Francesa de la Crítica de Cinema a la millor sèrie de televisió perNona et ses filles
- César 2024 : César a la millor adaptació per L'amour et les forêts

### Nominacions
- César 2012 :
  - César al millor director per La guerre est déclarée
  - César a la millor actriu
  - César al millor guió original